# Colonie de Halley
Pour les articles homonymes, voir Halley.
La colonie de Halley est une colonie de manchots empereurs située dans la mer de Weddell, en Antarctique. Jusqu'en 2015, il s'agissait de la deuxième plus importante colonie de manchots empereurs au monde, avec jusqu'à 25 000 couples venant s'y reproduire chaque année.
En 2016, 2017 et 2018, presque tous les poussins de la colonie sont morts en raison de la fonte de leur habitat, en conséquence du réchauffement climatique. La poursuite de ce dernier devrait entraîner une perte de plus de la moitié des effectifs de manchots empereurs d'ici la fin du XXIe siècle.